# Krystian Martinek
Krystian Martinek (ur. 5 kwietnia 1948 w Warszawie) – niemiecki scenarzysta oraz aktor teatralny i telewizyjny. 

## Życiorys
Ukończył Schauspielschule w Bochum, a następnie występował w teatrze działającym przy szkole teatralnej, na Festiwalu w Salzburgu oraz w Talia Theater w Hamburgu. W 2008 był dyrektorem festiwalu Karl-May-Spiele Bad Segeberg. 
Krystian Martinek jest popularnym aktorem filmowym i telewizyjnym. Występował w kultowym serialu "Tatort", niemieckim serialu akcji "Kobra – oddział specjalny" (niem: Alarm fur Cobra 11) oraz w serialu "Klinika w Schwarzwaldzie" (niem: Die Schwarzwaldklinik).
Jest również autorem scenografii do odcinków seriali "Das Traumhotel", "Ein starkes Team and Da kommt Kalle".